# ليل وودز
ليل وودز (بالإنجليزية: Lillian Grace Woods)‏ (9 أبريل 1998) ممثلة بريطانية بدأت مشوارها الفني في عام 2008 وظهرت في فيلم المربية ماكفي والإنفجار الكبير.

## روابط خارجية
- ليل وودز على موقع IMDb (الإنجليزية)
- ليل وودز على موقع قاعدة بيانات الفيلم (الإنجليزية)